# Records des Pistons de Détroit
Cette page liste les records de l'équipe et des joueurs des Pistons de Détroit depuis leur création en 1966.

## Records individuels en saison régulière
En Gras : joueurs encore en activité en NBA.

### En carrière
| Statistique             | Joueur        | Record |
| ----------------------- | ------------- | ------ |
| Matchs joués            | Joe Dumars    | 1 018  |
| Points                  | Isiah Thomas  | 18 822 |
| Passes décisives        | Isiah Thomas  | 9 061  |
| Interceptions           | Isiah Thomas  | 1 861  |
| Total de rebonds        | Bill Laimbeer | 9 430  |
| Contres                 | Ben Wallace   | 1 485  |
| Tirs marqués            | Isiah Thomas  | 7 194  |
| 3 points inscrits       | Joe Dumars    | 990    |
| Lancers francs inscrits | Isiah Thomas  | 4 036  |
| Pertes de balles        | Isiah Thomas  | 3 682  |

### Sur un match
| Statistique                | Joueur                                                                      | Record | Date                                                                            |
| -------------------------- | --------------------------------------------------------------------------- | ------ | ------------------------------------------------------------------------------- |
| Minutes                    | Lindsey Hunter Marcus Morris                                                | 57     | 3 décembre 1997 18 décembre 2015                                                |
| Points                     | Jerry Stackhouse                                                            | 57     | 3 avril 2001                                                                    |
| Paniers marqués            | Dave Bing                                                                   | 22     | 21 février 1971                                                                 |
| Paniers tentés             | Bob Lanier                                                                  | 41     | 25 décembre 1971                                                                |
| Paniers à 3 points réussis | Joe Dumars Saddiq Bey                                                       | 10     | 8 novembre 1994 17 mars 2022                                                    |
| Paniers à 3 points tentés  | Malik Beasley                                                               | 19     | 19 décembre 2024 7 février 2025                                                 |
| Lancers francs réussis     | George Yardley Walter Dukes Kelly Tripucka Richard Hamilton Cade Cunningham | 20     | 26 décembre 1957 19 novembre 1960 29 janvier 1983 21 novembre 2004 13 mars 2025 |
| Lancers francs tentés      | Andre Drummond                                                              | 36     | 20 janvier 2016                                                                 |
| Rebonds défensifs          | Dennis Rodman                                                               | 22     | 14 mars 1992                                                                    |
| Rebonds offensifs          | Dennis Rodman                                                               | 18     | 4 mars 1992                                                                     |
| Total rebonds              | Dennis Rodman                                                               | 34     | 4 mars 1992                                                                     |
| Passes décisives           | Kevin Porter Isiah Thomas                                                   | 25     | 9 mars 1979 1er avril 1979 13 février 1985                                      |
| Interceptions              | Earl Tatum Ron Lee                                                          | 9      | 26 novembre 1978 16 mars 1980                                                   |
| Contres                    | Edgar Jones Ben Wallace                                                     | 10     | 17 décembre 1981 20 novembre 2002 24 février 2002                               |
| Balles perdues             | Kevin Porter                                                                | 12     | 7 février 1979                                                                  |

## Records individuels en Playoffs

### En carrière
| Statistique             | Joueur           | Record |
| ----------------------- | ---------------- | ------ |
| Matchs joués            | Richard Hamilton | 120    |
| Points                  | Richard Hamilton | 2 467  |
| Passes décisives        | Isiah Thomas     | 987    |
| Interceptions           | Isiah Thomas     | 234    |
| Total de rebonds        | Ben Wallace      | 1 237  |
| Contres                 | Ben Wallace      | 215    |
| Tirs marqués            | Richard Hamilton | 904    |
| 3 points inscrits       | Chauncey Billups | 198    |
| Lancers francs inscrits | Chauncey Billups | 616    |
| Pertes de balles        | Isiah Thomas     | 370    |

### Sur un match
| Statistique                | Joueur                                 | Record | Date                                                  |
| -------------------------- | -------------------------------------- | ------ | ----------------------------------------------------- |
| Minutes jouées             | Kelly Tripucka                         | 56     | 25 avril 1986                                         |
| Points                     | Dave Bing                              | 44     | 1er avril 1968                                        |
| Paniers marqués            | Dave Bing                              | 19     | 1er avril 1968                                        |
| Paniers tentés             | Dave Bing                              | 38     | 1er avril 1968                                        |
| Lancers francs réussis     | Richard Hamilton Chauncey Billups      | 16     | 1er mai 2006 13 mai 2008                              |
| Lancers francs tentés      | Ben Wallace                            | 22     | 2 mai 2003                                            |
| Paniers à 3 points réussis | Chauncey Billups Tim Hardaway Jr.      | 7      | 2 mai 2003 24 avril 2025                              |
| Paniers à 3 points tentés  | Chauncey Billups                       | 14     | 2 mai 2003                                            |
| Rebonds défensifs          | Ben Wallace                            | 19     | 22 mai 2004                                           |
| Rebonds offensifs          | Ben Wallace                            | 11     | 27 avril 2003 9 mai 2004                              |
| Total rebonds              | Ray Scott Dave DeBusschere             | 26     | 18 mars 1962 24 mars 1963                             |
| Passes décisives           | Isiah Thomas                           | 16     | 24 avril 1984 2 mai 1985 17 avril 1986                |
| Interceptions              | Ben Wallace                            | 7      | 27 avril 2003                                         |
| Contres                    | Bob Lanier Ben Wallace Rasheed Wallace | 7      | 30 avril 1976 23 avril 2005 21 mai 2007 20 avril 2008 |
| Balles perdues             | Isiah Thomas Chauncey Billups          | 8      | 26 mai 1988 25 mai 2005                               |

## Records de la franchise

### Sur une saison
| Statistique                    | Record | Moyenne par match          | Saison    |
| ------------------------------ | ------ | -------------------------- | --------- |
| Points marqués                 | 9 725  | 118,6 points / match       | 1967-1968 |
| Rebonds                        | 5 823  | 72,8 rebonds / match       | 1961-1962 |
| Passes décisives               | 2 319  | 28,3 passes / match        | 1985-1986 |
| Interceptions                  | 884    | 10,8 interceptions / match | 1980-1981 |
| Contres                        | 572    | 7 contres / match          | 1982-1983 |
| Tirs marqués                   | 3 840  | 46,8 tirs / match          | 1984-1985 |
| Tirs tentés                    | 8 542  | 105,5 tirs / match         | 1966-1967 |
| Pourcentage au tir             | 49,4%  | /                          | 1988-1989 |
| 3 points marqués               | 1 051  | 12,8 tirs / match          | 2024-2025 |
| 3 points tentés                | 2 901  | 35,4 tirs / match          | 2024-2025 |
| Pourcentage à 3 points         | 40,4%  | /                          | 1995-1996 |
| Lancers francs marqués         | 2 408  | 30,5 tirs / match          | 1960-1961 |
| Lancers francs tentés          | 3 240  | 41 tirs / match            | 1960-1961 |
| Pourcentage aux lancers francs | 78,8%  | /                          | 1984-1985 |
| Pertes de balles               | 1 858  | 22,6 pertes / match        | 1977-1978 |